# (2457) Rublyov
(2457) Rublyov ist ein Asteroid des Hauptgürtels, der am 3. Oktober 1975 von der russischen Astronomin Ljudmila Iwanowna Tschernych am Krim-Observatorium in Nautschnyj (IAU-Code 095) entdeckt wurde.
Der Asteroid wurde nach dem russischen Ikonenmaler und Heiligen der östlich-orthodoxen Kirche Andrei Rubljow (um 1360–1430) benannt.